# Joël Roerig
Joël Roerig (Apeldoorn, 11 september 1978) is een Nederlandse journalist. Hij woont in de Zuid-Afrikaanse hoofdstad Pretoria. Als Afrika correspondent doet hij daar vanaf 1 juli 2007 verslag voor De Telegraaf, FEM Business en andere media. Hij volgde de opleiding Journalistiek en Communicatie aan de Christelijke Hogeschool Windesheim in Zwolle. Hij werkte als sportmedewerker voor de Apeldoornse Courant en later als politiek verslaggever voor het persbureau ANP en het Algemeen Dagblad. Voor de AD/Haagse Courant schreef hij over de regio Delft. In 2006 werkte hij een jaar lang als vrijwilliger in Mapungubwe National Park and World Heritage Site in Zuid-Afrika.